# Definición extensional
En lógica, filosofía del lenguaje y otras disciplinas que estudian los signos y el significado, la extensión de una expresión es el conjunto de cosas a las cuales se aplica. Por ejemplo, la extensión del predicado "planetas del Sistema Solar" es: Mercurio, Venus, Tierra, Marte, Júpiter, Saturno, Urano y Neptuno; y la extensión del nombre "Aristóteles" es Aristóteles. La extensión de las expresiones contrasta con su intensión, que es lo que más se suele asociar a la noción de significado propiamente dicho.
La semántica estándar de la lógica proposicional y la lógica de predicados es extensional: a cada variable proposicional se le asigna un valor de verdad, a cada nombre se le asigna un elemento del dominio, y a cada predicado n-ádico se le asigna una tupla de n elementos del dominio.
Esta semántica, sin embargo, tiene limitaciones: si dos expresiones tienen la misma extensión (como por ejemplo, "presidente de los Estados Unidos" y "Comandante en Jefe de las Fuerzas Armadas"), entonces según la semántica tienen el mismo significado, lo cual no parece ser el caso.
La definición extensional guarda similitudes con la definición ostensiva, en la que uno o más de los miembros del conjunto (pero no necesariamente todos) son señalados como ejemplos.

## Definición extensional
Una definición extensional de una expresión es una lista exhaustiva de todo aquello a lo cual se aplica. Por ejemplo, para dar la definición extensional del predicado "planetas del Sistema Solar", basta con listar los ocho planetas: Mercurio, Venus, Tierra, Marte, Júpiter, Saturno, Urano y Neptuno.
Las definiciones extensionales se utilizan cuando listar la extensión de una expresión provee información más útil que otros tipos de definición, o cuando hacerlo le dice al interesado suficiente sobre la naturaleza de esa expresión. En cambio, cuando enumerar la extensión de una expresión resulta difícil (por ser muy larga) o imposible (por ser infinita, o por no saber cuál es la extensión), resulta natural intentar una definición intensional.